# 一直 (aiko單曲)
《一直》，是日本女性歌手aiko的第29張單曲。2011年11月23日發行。

## 簡介
是aiko在2011年的第二張單曲，與前作《愛情彈彈球/月台》相隔約半年後發行。
《一直》為富士電視台週四連續劇《蜜之味～A Taste Of Honey～》的主題曲，前一次aiko的歌曲作為電視劇主題曲是與本作相隔約1年9個月的《無法挽回的明日》，於2010年1月至3月播出的日本電視台電視劇《女人不妥協》中成為該劇主題曲。此外，在PV的部分，aiko則與搖滾樂團「THE COLLECTORS」的吉他手古市耕太郎共同演出。
初回生產盤版本是彩色盤規格，附有原創小冊子。

## 收錄曲目
- 全作詞/作曲：AIKO 編曲：島田昌典

1. 一直 [5:00]
富士電視台系電視劇《蜜之味～A Taste Of Honey～》主題曲。
2. 眨眼 [5:49]
3. 脫殼 [4:44]
4. 一直（instrumental）

## 外部連結
- Oricon上的介紹（页面存档备份，存于） （日語）
- PONY CANYON上的介紹 （日語）